# Aletopelta coombsi
Aletopelta coombsi és un gènere de dinosaure ornitisqui que va viure al Cretaci superior. Les seves restes fòssils s'han trobat al sud de Califòrnia.